# سكوت كامبل (مؤلف)
سكوت كامبل (بالإنجليزية: Scott Campbell) (24 مارس 1945، ميشيغان في الولايات المتحدة)؛ كاتب وروائي أمريكي.